# Herröskatan
Herröskatan eller Herrön är en udde och ett naturreservat i Lemland på Åland cirka 20 kilometer sydost om Mariehamn. Herröskatan är fasta Ålands sydspets och ligger invid farleden Mellan Åbo och Mariehamn. Området har varit befäst under flera olika tidsperioder, senast under andra världskriget. På området finns ett cirka 10 meter högt fågeltorn byggt 1980, promenadvägar, rastplatser och ruiner efter befästningar.
Strax söder om Herröskatan ligger ön Ledskär. Herröskatan utgör skiljelinje mellan Föglöfjärden i öster och Rödhamnsfjärden i väster.